# Abies religiosa
L'abete sacro (Abies religiosa) (Kunth) Schltdl. & Cham. , chiamato anche oyamel dal suo nome in lingua nahuatl, è un abete nativo delle montagne del Messico centrale e meridionale (Puebla, Oaxaca, Nuevo León, Morelos, Michoacán, Messico, Veracruz, Tlaxcala, Tabasco, Sinaloa, San Luis Potosí, Querétaro, Chiapas, Guanajuato, Guerrero, Hidalgo e Jalisco), e del Guatemala occidentale.

## Etimologia
Il nome generico Abies, utilizzato già dai latini, potrebbe, secondo un'interpretazione etimologica, derivare dalla parola greca ἄβιος = longevo. Il nome specifico religiosa fa riferimento al grande significato religioso che le popolazioni di Messico e Guatemala attribuiscono a questo albero.

## Descrizione

### Portamento
È una conifera sempreverde di taglia media o grande, che arriva sino a 40 – 60 metri d'altezza, con unico tronco arrotondato di diametro fino a 2 metri; presenta una chioma che assume forma piramidale o conica. I rami giovani sono di color rosso-marrone, senza peluria o con peli sparsi.

### Foglie
Le foglie sono aghi lunghi 1,5 - 3,5 cm, larghi 1,5 mm, color verde scuro superiormente, e con due strisce biancastre di stomi inferiormente; l'apice della foglia è acuto. Sono arrangiate a spirale, pettinate, leggermente ascendenti.

### Fiori
Sono strobili maschili lunghi 10-15 mm, più o meno pendenti, con microsporofilli rossi.

### Frutti

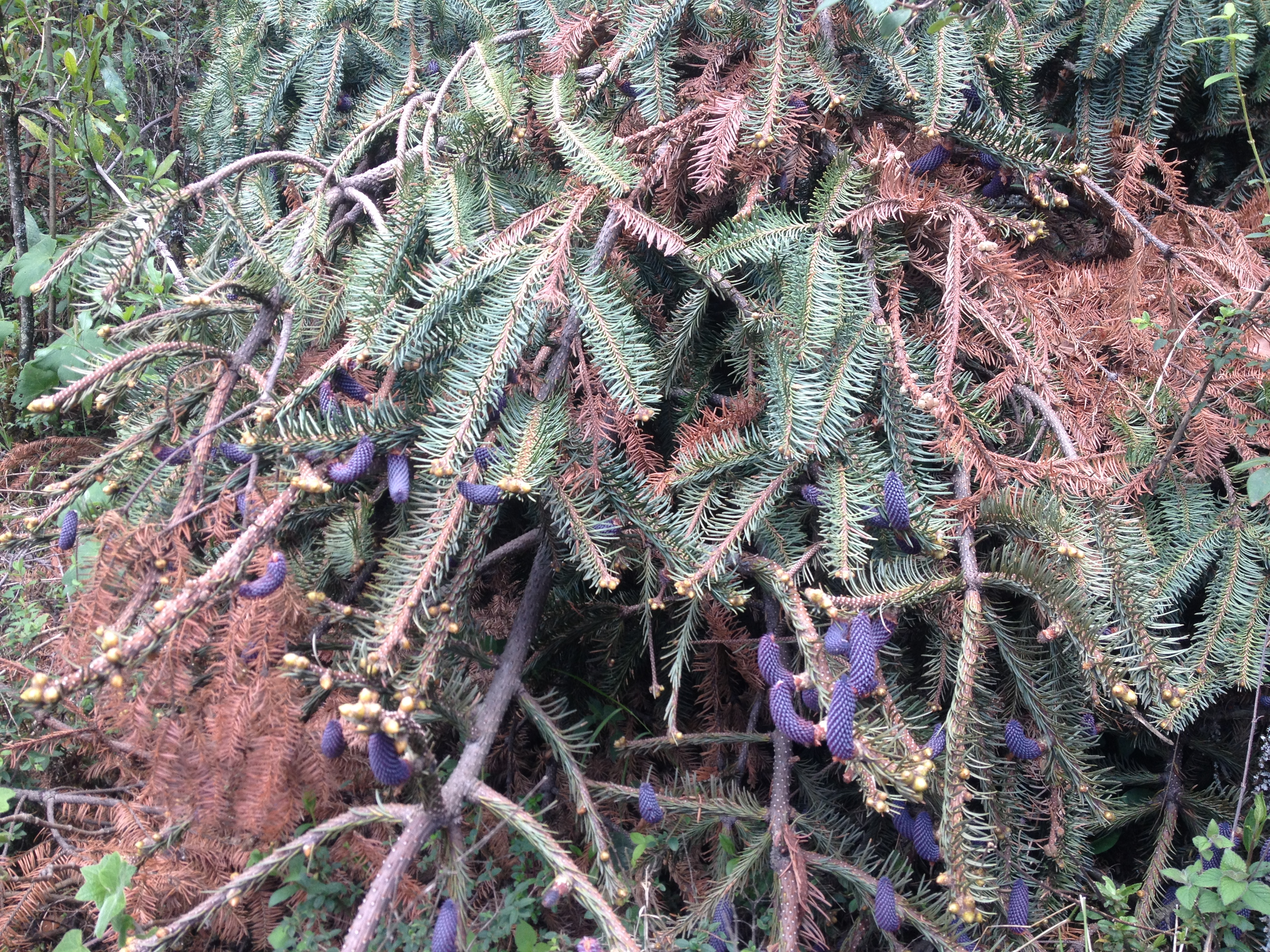
Coni e aghi

Sono coni eretti su un corto e spesso ricurvo peduncolo, di forma che varia tra ovoidale e cilindrica, lunghi 8-16 cm e larghi 4-6 cm , color blu scuro-viola prima della maturità; le scaglie delle brattee sono viola o verdastre, di lunghezza scarsa, con le punte esposte nel cono chiuso. I semi alati, di color marrone lucido e lunghi 10 mm, sono rilasciati quando i coni si disintegrano alla maturità, 7 -9 mesi dopo l'impollinazione.
Gli esemplari della parte occidentale della catena di Nevado de Colima, (Jalisco) hanno coni con scaglie delle brattee più grandi, ricurve; essi sono considerati talvolta come specie separate, Abies colimensis.

### Corteccia
Liscia e color bianco-grigio da giovane, diventa con il passare degli anni profondamente spaccata in piccole placche, color grigio-marrone scuro.

## Distribuzione e habitat
L'abete sacro cresce ad altitudini di 2.100 - 4.100 m in foreste con alta piovosità ed estati umide e fresche; gli inverni sono secchi nella maggior parte dei suoi habitat, ma nello stato di Veracruz, a est, cresce con precipitazioni distribuite tutto l'anno.
Vegeta prevalentemente su suoli di origine vulcanica; alle quote più elevate forma foreste pure oppure in associazione con Pinus montezumae e Pinus hartwegii, talvolta nella parte nord del suo range anche con Pseudotsuga menziesii, mentre alle quote inferiori con Alnus acuminata, Prunus serotina, Quercus ssp. e Arbutus ssp. Il sottobosco ospita arbusti dei generi Vaccinium, Andromeda, Ribes e Fuchsia.
Questa specie riveste una grande importanza ecologica in quanto ospita ad ogni inverno milioni e milioni di Danaus plexippus, forse la specie di farfalla più nota del Nordamerica.

## Tassonomia
È accettata la seguente sottospecie:
- Abies religiosa subsp. mexicana (Martínez) Strandby, K.I.Chr. & M.Sǿrensen

### Sinonimi
Due sono i sinonimi riportati:
- Picea religiosa (Kunth) Loudon
- Pinus religiosa Kunth

## Usi
L'abete sacro prende il nome dall'uso, molto diffuso in Messico, degli esemplari giovani come alberi di Natale, e dei rami come decorazioni durante le feste religiose.
Il legno, invece, non è particolarmente utilizzato, se non per piccoli lavori da interni in edilizia e di carpenteria.

## Conservazione
Essendo la specie di Abies messicana con l'areale più esteso, e nonostante che vi siano evidenze di una riduzione della popolazione a causa dello sfruttamento eccessivo, ma non tale da considerare in pericolo la specie, essa viene classificata come specie a rischio minimo di estinzione (Least Concern) nella Lista rossa IUCN.